# Tentelhue
Tentelhue o Trentelhue es una localidad costera que pertenece administrativamente a la comuna de Hualaihué, Provincia de Palena, Región de los Lagos, Chile, se encuentra ubicada al sur del Seno de Reloncaví y el límite norte del Golfo de Ancud.
Tentelhue en lengua indígena significa lugar de pescadores o lugar de muchos treiles. Esta localidad se encuentra frente a la Isla Queullín que marca el límite sur del Seno de Reloncaví.
Uno de los oficios más destacados es la construcción de botes y lanchas a través de astilleros artesanales.
Tentelhue se encuentra a a 4 kilómetros de Caleta Curamin, 7 kilómetros de Caleta Aulen, 11 kilómetros de Quildaco Bajo, 14 kilómetros de La Poza y a 21 kilómetros al sur oeste de Contao por el camino costero, esta última localidad cuenta con el Aeródromo Contao que permite su conectividad aérea con la capital regional, Puerto Montt.